# 南昌轨道交通集团运营分公司
南昌轨道交通集团有限公司运营分公司（简称：南昌地铁运营分公司）是由南昌市政府出资控股设立的南昌交投集团的全资子公司南昌轨道交通集团有限公司设立的分支机构，负责南昌地铁█ 1号线 · █ 2号线 · █ 4号线的运营。

## 简介
公司下设十一个部门、四个中心，分别为：
党委工作部（文化宣传部）、财务部、工会（团委）、人力资源部、纪检监察部、办公室、安全管理部、生产技术部、项目管理部、招标采购部、经营管理部。
调度指挥中心、车辆中心、站务中心、维修中心。

## 服务线路
█ 1号线 · █ 2号线 · █ 4号线

## 历史
- 2015年10月30日设立以为1号线通车运营做准备。[2]
- 2022年公司注册地址从会展路199号红谷大厦A座19楼变更为红谷滩区丰和中大道912号地铁大厦1-5层。